# 氟二氯氧磷
氟二氯氧磷是一种无机化合物，化学式为POFCl2。它可以氟磷酸钾和五氯化磷为原料制得。
K2PO3F + 2 PCl5 → POFCl2 + 2 POCl3 + 2 KCl
它和NaN3反应，可以得到PO(N3)2F；和AgOCN反应，可以得到PO(NCO)2F。它和(Me3Si)2O反应，其中一个氯被三甲基硅氧基取代，得到Me3SiOPOFCl。